# Otto von Böhtlingk
Otto von Böhtlingk (Saint-Pétersbourg, 30 mai 1815 (11 juin dans le calendrier grégorien) – Leipzig, 1er avril 1904) est un indianiste allemand. Il publie en 1839 une édition de la grammaire de Pāṇini. Il est surtout connu comme l'un des deux auteurs du Dictionnaire sanskrit dit de Saint-Pétersbourg. Il est aussi un correspondant de L'Académie des inscriptions et belles-lettres.

## Œuvres ou publications
- Ḱhândogjopanishad. Otto von Böhtlingk. Éd. H. Haessel, 1889
- Indische Sprüche Sanskrit Und Deutsch Vo. Otto von Böhtlingk. Éd. Bertrams Print On Demand.  (ISBN 978-1-141-95962-4)
- Pāṇini's Grammatik. Otto von Böhtlingk. Éd. Motilal Banarsidass Publ., 1998.  (ISBN 978-81-208-1025-9)
- Sanskrit-Chrestomathie. Otto von Böhtlingk. Éd. Eggers, 1977
- Sanskrit-Wörterbuch. Otto von Böhtlingk. Éd. Motilal Banarsidass Publ., 1991.  (ISBN 978-81-208-0724-2)